# Мечеть Одина
Мечеть Одина (также известная как Мечеть Насаф Катта Джума)(узб. Odina masjidi) самый древний сохраненный памятник культуры в городе Карши, регионе Кашкадарья. Мечеть Одина считается одним из исторических архитектурных памятников, входящих в ансамбль Регистона. Она расположена в центре крепости Карши. Амир Темур, во время своего похода из Самарканда в Карши в 1385—1386 годах, приказал построить эту мечеть. В настоящее время мечеть находится в Одинском районе "Старого города" Карши. Этот культурный памятник был включен в национальный список недвижимых объектов материального и культурного наследия Узбекистана согласно постановлению PQ-4068 от 19 декабря 2018 года, касающемуся мер по укреплению деятельности по сохранению объектов материального и культурного наследия. Согласно указу Президента Республики Узбекистан от 8 октября 2020 года, в 2021 году в мечети Одина был организован Мемориальный музей жертв репрессий.

## История
Историки, такие как Борибой Ахмедов и Михаил Массон, в своих работах связывают строительство этой мечети с именем Амира Темура.
Мечеть Одина была разобрана в 1860-х годах, а её строительные материалы использовались для других целей. Купол и остатки минаретов были сохранены до 1914 года. В период Шур, в мечети Одина были расположены различные офисы, а позже она даже использовалась как склад. В 1938 году вокруг мечети была построена высокая стена, и она была преобразована в дом для заключенных. В одной из комнат этого дома для заключенных находилось около двадцати человек. В связи с 2700-летием города Карши в 2004—2005 годах дом для заключенных был перемещен за пределы города. В мечети Одина-джоме, в основном, совершались молитвы в пятницу, а также во время Рамазана и праздников Курбан-байрам. Оставные (пятикратные) молитвы совершались в мечетях в местных районах.

## Архитектура
Стороны мечети Одина построены на площади 50x40 метров. Внутри мечети места для молитв широкие, высокие, с небольшими куполами, а стены здания плотно обшиты глиной. Купола соединены арками, создавая гармоничную структуру. Поклонники проходят через эти арочные молельные комнаты, в конечном итоге попадая в молельный зал с куполами. На западной стороне мечети находится большой михраб. Михраб украшен молитвой "Аят аль-Курси" из Корана, написанной золотыми буквами. Справа от михраба находятся семь мраморных ступеней, где проводятся проповеди во время пятничных и праздничных молитв.
Семь минаретов окружают площадь Регистана, и перед мечетью Одина находится небольшой двор (известный как "ковуш партав" - место, где устанавливаются тенты). Прежде чем войти в двор, есть иван без четырех угловых столбов, который также окружен стенами с бойницами. В 1914 году во время реставрации мечети Сеид Алим-хан этот иван был перестроен. Однако восстановление купола мечети и минаретов оказалось невозможным. Вход в иван украшен вырезанными узорами из мрамора, это место выполняло функцию приветствия посетителей здания. После 1920 года, после распада Бухарского эмирата, иван был заброшен и постепенно разрушался.
В 2021 году правительство области Кашкадарья выделило бюджет в размере 500 миллионов сум для улучшения системы канализации, вентиляции и водоснабжения в мечети Одина, где также был создан Мемориальный музей жертв репрессий.

## История именования
Мечеть также известна в исторических источниках под именем "Насаф Катта Джума Масджид" (Мечеть Калян). Среди народа она часто называется мечетью Одина. Три документа об исламском владении, написанных в 1924—1925 годах, были сохранены для этой мечети. В этих документах ясно указано, что мечеть именуется "Одина мечеть".

## Описание
В исторических источниках Одина-мечеть известна как памятник истории в Бухаре под названием Мечеть Калян. Внешний купол мечети высокий, а удивительный купол кажется далеким при взгляде сверху. Существуют предположения, что Мечеть Калян в Бухаре послужил образцом для постройки Одина-мечети. Однако её размер считается меньшим, и её мехраб направлен примерно на 250° в сторону северного полюса.

## Галерея

Галерея
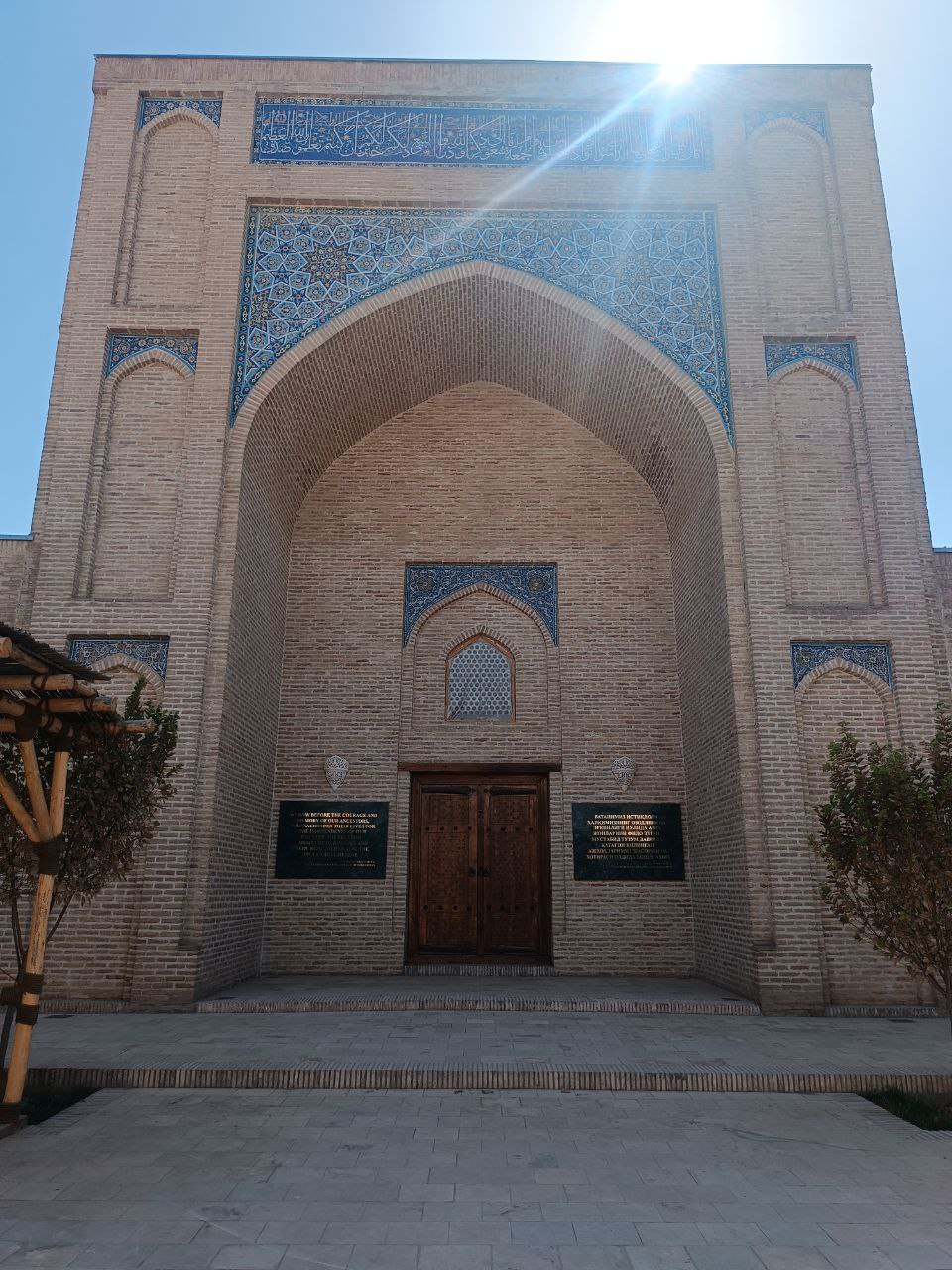
Главный вход мечети Одины
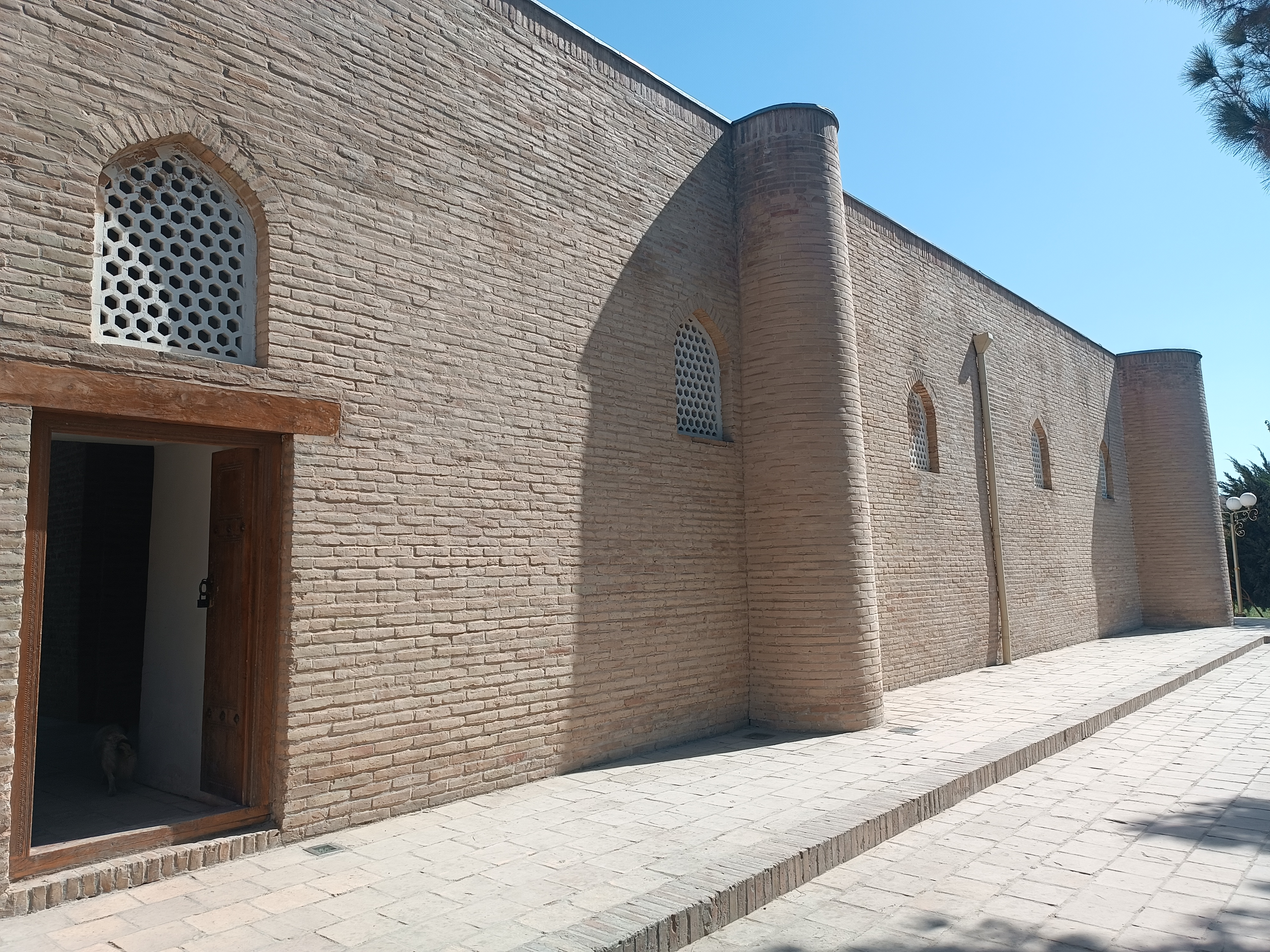
Дополнительный вход в мечеть
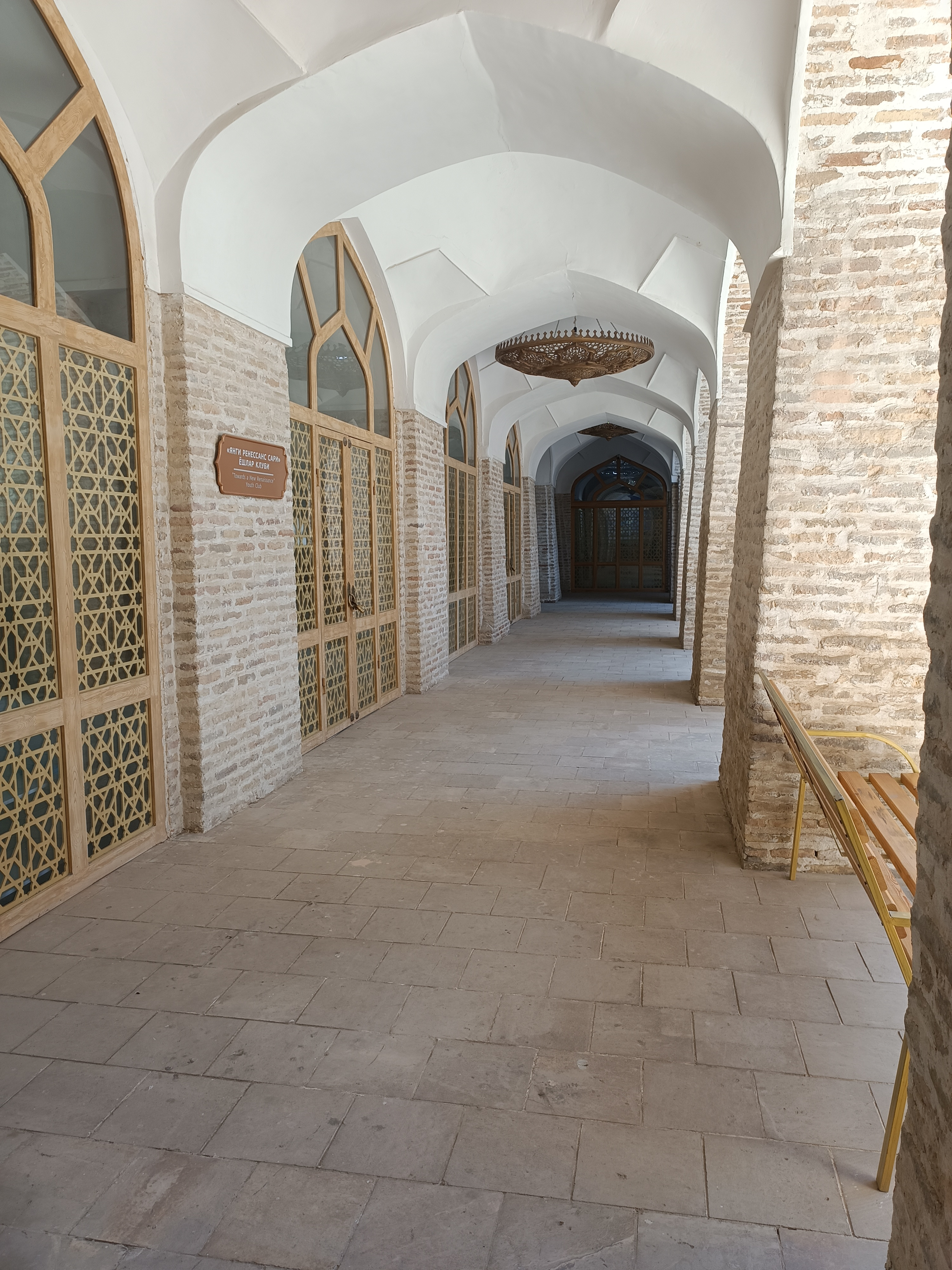
Заловая часть мечети
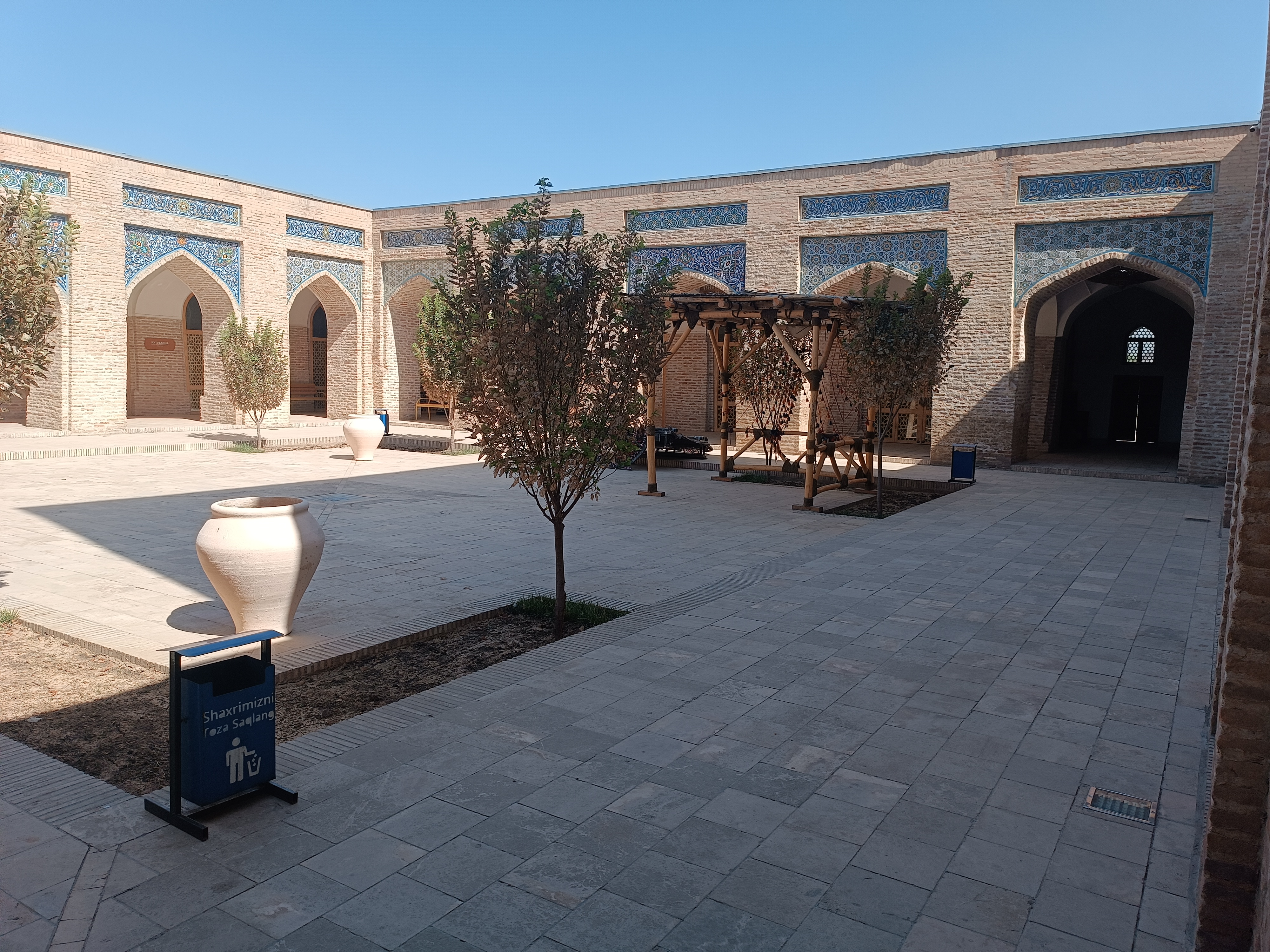
Двор мечети
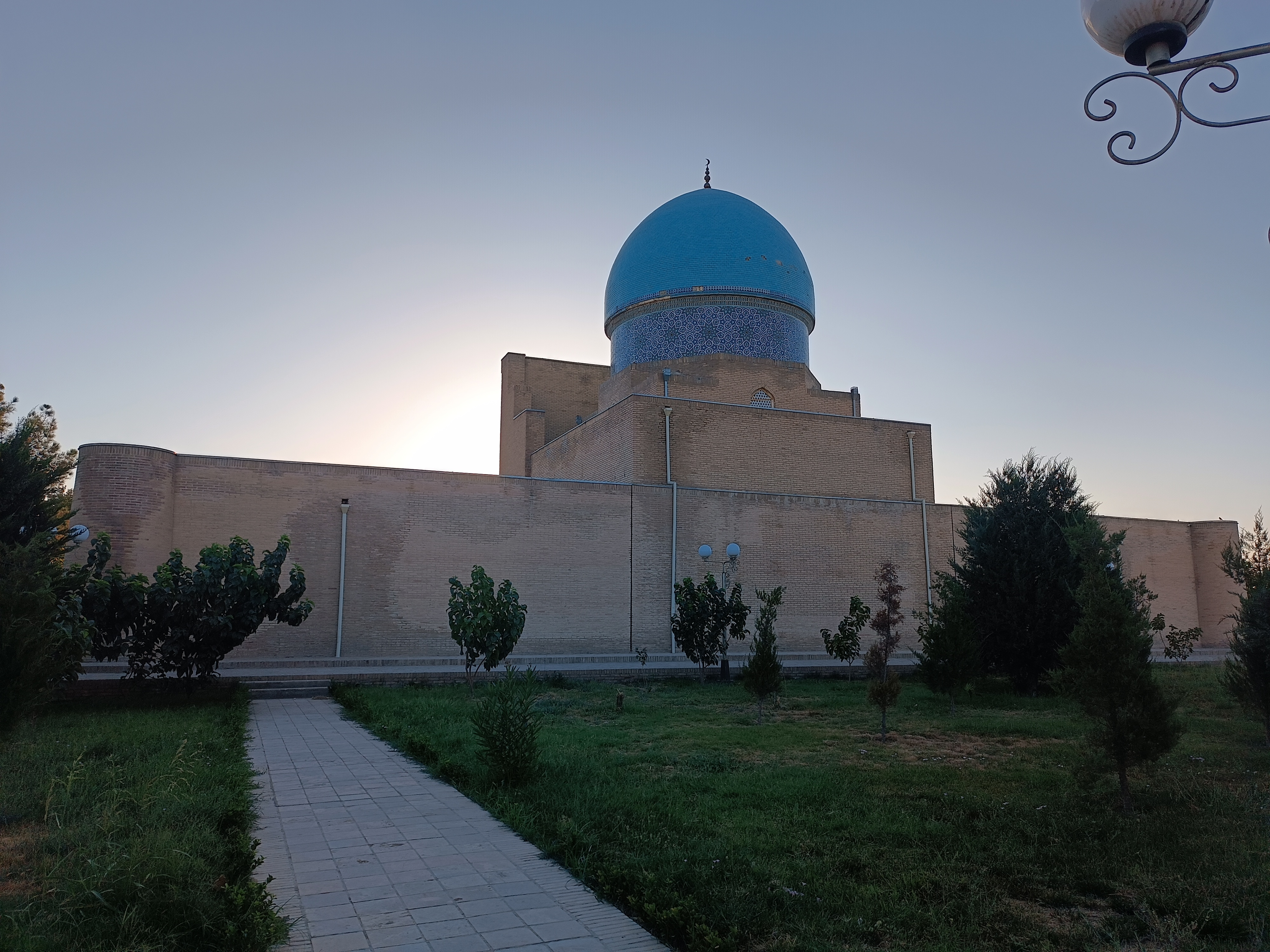
Вид сзади на мечеть Одины
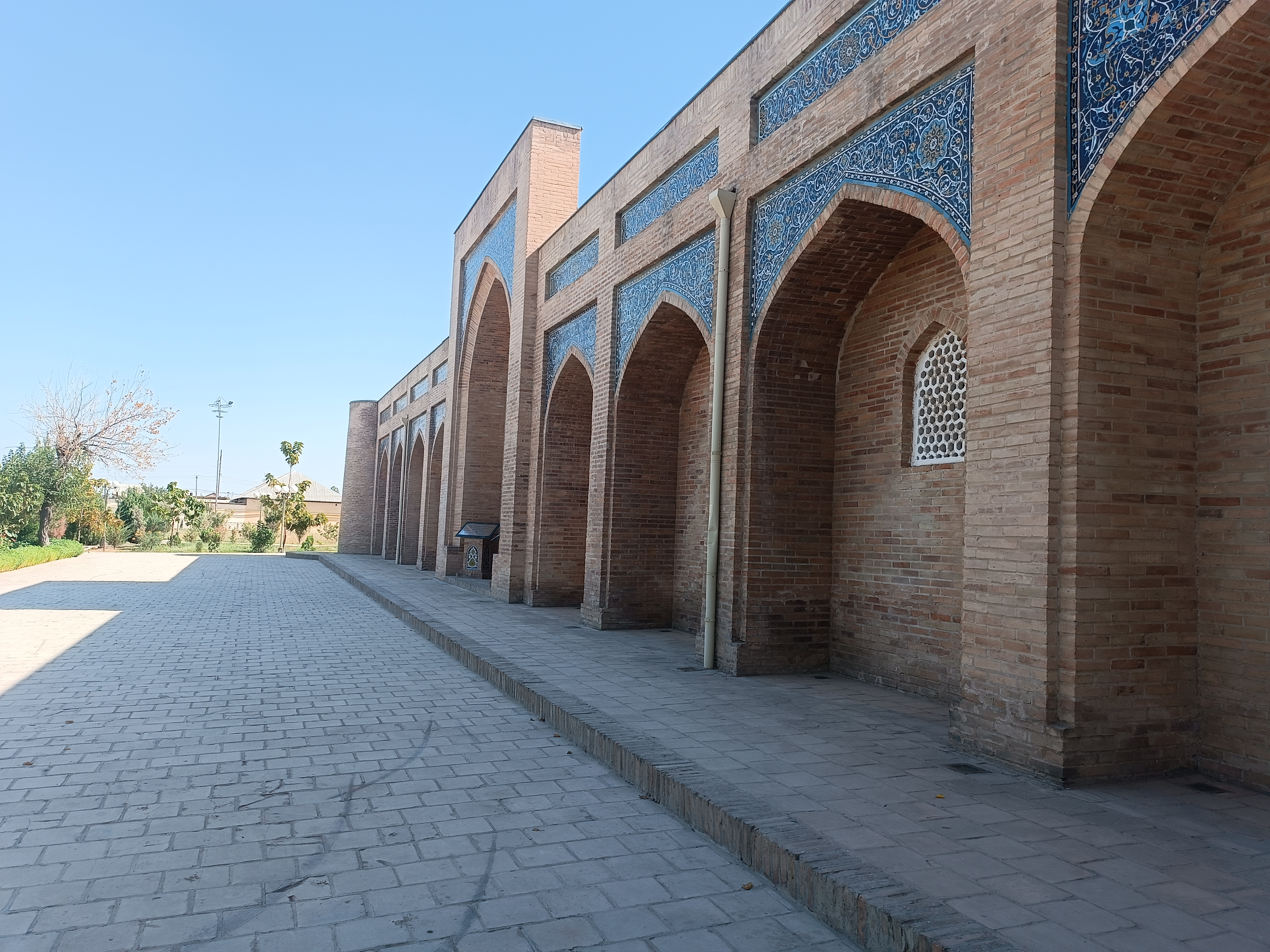
Вид на вход мечети с северо-востока
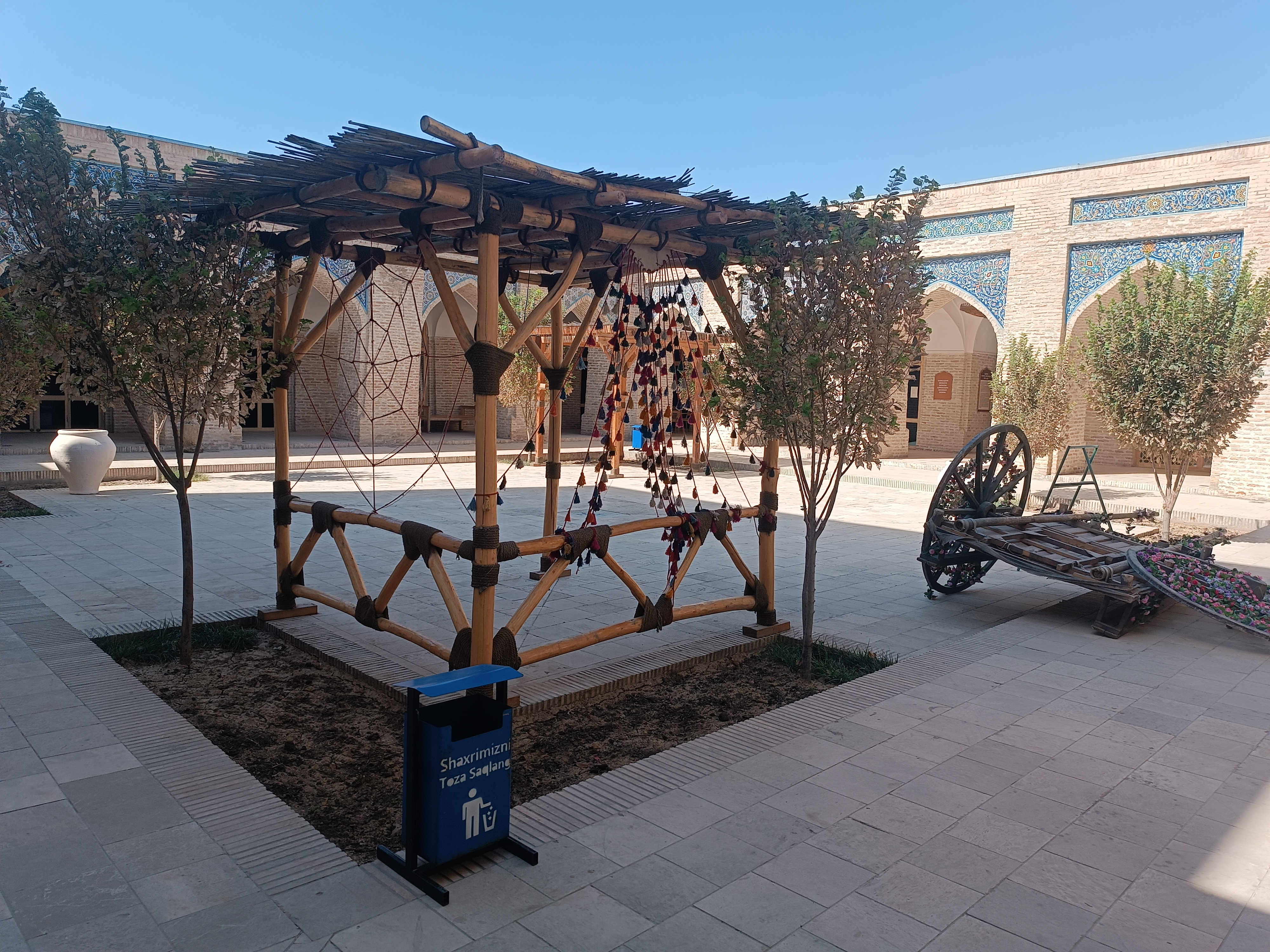
Вид на двор мечети с северо-западной стороны.